# Blood Relations
Blood Relations is de vijftiende aflevering van het tiende seizoen van de televisieserie ER, die voor het eerst werd uitgezonden op 19 februari 2004.

## Verhaal
Een compleet gezin wordt met spoed naar de SEH gebracht met koolstofmonoxidevergiftiging. Een baby is er erg aan toe en moet opgenomen worden in een decompressiekamer. Rasgotra wordt opgedragen om met de baby mee te gaan voor medische ondersteuning, vanwege claustrofobie ziet zij dit echter niet zitten. Zij gaat toch mee en uiteindelijk krijgt zij paniekaanvallen. 
Dr. Carter mist zijn vriendin Kem die tijdelijk teruggekeerd is naar Congo, om hem te helpen installeert Markovic een webcam voor hem zodat hij zijn vriendin weer kan zien en spreken. 
Dr. Jing-Mei is weer terug vanuit China met haar vader, die nog herstellende is van het auto ongeluk waarin zijn vrouw is overleden. Hij heeft nu dag en nacht verpleging nodig, zij moet nog wennen aan dit idee.
Taggart wil haar relatie met dr. Kovac geheim houden voor haar zoon Alex, als hij er toch achter komt is hij hier kalm onder. Later vraagt zij aan dr. Kovac om het rustiger aan te doen met hun relatie, dr. Kovac is hier niet blij mee.
Dr. Lewis gaat samen met Chuck haar vader opzoeken om hem te vertellen dat hij opa wordt.
Dr. Weaver moet een moeder slecht nieuws vertellen over haar zoon, ondertussen wordt haar zoon Henry binnengebracht op de SEH.

## Rolverdeling

### Hoofdrollen
- Noah Wyle - Dr. John Carter
- Mekhi Phifer - Dr. Gregory Pratt
- Alex Kingston - Dr. Elizabeth Corday
- Goran Višnjić - Dr. Luka Kovac
- Sherry Stringfield - Dr. Susan Lewis
- Paul Dooley - Henry Lewis
- Ming-Na - Dr. Jing-Mei Chen
- Sharif Atkins - Dr. Michael Gallant
- Laura Innes - Dr. Kerry Weaver
- Scott Grimes - Dr. Archie Morris
- Paul Blackthorne - Dr. Jeremy Lawson
- Linda Cardellini - verpleegster Samantha 'Sam' Taggart
- Oliver Davis - Alex Taggart
- Deezer D - verpleger Malik McGrath
- Montae Russell - ambulancemedewerker Dwight Zadro
- Lyn Alicia Henderson - ambulancemedewerker Pamela Olbes
- Michelle Bonilla - ambulancemedewerker Christine Harms
- Emily Wagner - ambulancemedewerker Doris Pickman
- Parminder Nagra - Neela Rasgrota
- Maura Tierney - Abby Lockhart
- Thandie Newton - Makemba 'Kem' Likasu
- Abraham Benrubi - Jerry Markovic
- Donal Logue - Chuck Martin

### Gastrollen (selectie)
- George Cheung - Mr. Chen
- Patrick Fischler - medewerker decompressiekamer
- Carmen Thomas - Vicki Bennett
- Berlinda Tolbert - Nancy Natarelli
- Renée Victor - Florina Lopez
- Katya Abelski - Christy
- Rebecca Brunk - Clara
- Liza Del Mundo - Severa
- Sumalee Montano - Duvata Mahal